# Сусак (рослина)
Сусак (Butomus) — рід трав'янистих водних рослин, єдиний з родини сусакові (Butomaceae). Поширений у Євразії й північно-західній Африці, натуралізований у Північній Америці.

## Назва
Назва сусак очевидно, запозичення з тюркських мов; тюркське джерело остаточно не встановлене; зіставляється з башк. cəckə «квітка», чув. çeçke, тат. cəcək; пов'язується також (як водяна рослина) з тур. susak — «спраглий; відро, ківш» (від su «вода»).
Назва Butomus походить від дав.-гр. βοῦς — «корова» і τάμνω — «розрізати», маючи на увазі гостре листя, яке, як вважали, різало рот худобі.

## Види
- Butomus junceus Turcz. — Центральна Азія
- сусак звичайний Butomus umbellatus L. — Китай, Центральна Азія, Індійський субконтинент, Близький Схід, Росія, Європа

## Поширення
Європа: майже вся територія, крім Ісландії й Мальти; Північна Африка: Алжир, Марокко, Туніс; Азія: Китай, Афганістан, Індія, Кашмір, Казахстан, Киргизстан, Монголія, Пакистан, Росія, Таджикистан, Узбекистан, Азербайджан, Туреччина, Ізраїль, Ліван, Сирія; натуралізований: пн. США, пд. Канада. Населяє нерухомі або повільні води озер, ставків і каналів.
В Україні зростає сусак звичайний — на всій території, звичайний.

## Опис рослини
Трава, багаторічна, водна чи болотяна, ризомна, зазвичай з молочним соком. Листки зазвичай над поверхнею води, базальні, чергові, від лінійних до кулястих.
Квіти двостатеві, кінцеві, довгоніжкові зонтики, з 3 вільними приквітками. Квіткових листочків 6, у 2 рядах: зовнішні 3, як правило, чашолисткоподібні, а внутрішній 3 пелюсткоподібні. Тичинок 9. Плоди — кільце стручків навколо стебла, стручки з верхівковим довгим дзьобом. Насіння численне.